# Marta Lewicka
Marta Lewicka é uma professora de matemática da Universidade de Pittsburgh, especialista em análise matemática.
Lewicka obteve os grau de bacharel e mestrado em matemática em 1996 na Universidade de Gdańsk, e um segundo bacharelado em ciência da computação em 1998 na Universidade Técnica de Częstochowa. Obteve um doutorado em 2000 na Scuola Internazionale Superiore di Studi Avanzati em Trieste, Itália, orientada por Alberto Bressan. Após pesquisas de pós-doutorado no Instituto Max Planck de Matemática nas Ciências em Leipzig, Alemanha e um período como L.E. Dickson Instructor na Universidade de Chicago, foi professora da Universidade de Minnesota em 2005. Em 2010 foi para a Universidade Rutgers, e em 2011 para a Universidade de Pittsburgh.
Em 2016 apresentou uma palestra convidada nos AMS/MAA Joint Mathematical Meetings na área de elasticidade não linear e geometria de materiais protendidos.